# Opera Gallery
L'Opera Gallery est une galerie d'art moderne et contemporain présentant des œuvres d'artistes établis et émergents des XXe et XXIe siècles.
Fondée à Paris en 1994 par Gilles Dyan, elle compte désormais seize espaces d’exposition à New York, Miami, Bal Harbour, Madrid, Aspen, Londres, Paris, Monaco, Genève (deux espaces),, Dubaï (deux espaces),, Beyrouth, Hong Kong, Singapour et Séoul.

## Artistes actuellement représentés
- Ellen von Unwerth[17],[18]
- Manolo Valdés[19],[20],[21]
- Juan Genovés[22]
- André Brasilier[23]
- Nick Gentry
- Lita Cabellut[24]
- Pablo Atchugarry
- Marcello Lo Giudice[25]
- Andy Denzler[10],[26]
- David Kim Whittaker[27]
- David Mach
- Jean-Marc Nahas[28]
- Umberto Mariani[25].